# 松羽目物
松羽目物（まつばめもの）は、歌舞伎・日本舞踊において能・狂言の曲目を原作とし、それらに近い様式で上演する所作事のことをいう。能取り物とも呼ばれる。

## 解説
松羽目とは能舞台の後部にある大きな松の画かれた羽目板すなわち鏡板のことで、歌舞伎の舞台正面にこの鏡板と、また左右に竹の絵を画いた羽目板を模した張り物（大きな木枠に布を張りそれに背景を描いた大道具）を置くことにより松羽目物と呼ばれる。能舞台と歌舞伎の舞台とでは造りが違うので、これらの大道具でもって能舞台を現わしている。そして多くは長唄と出囃子によって能や狂言から内容を取った演目を、それらとほぼ同じ装束を着用して演じる。
江戸時代、歌舞伎の舞台において能狂言から内容を取った所作事を上演したことはあったが、たいていはそのまま演じるということはなかった。たとえば常磐津の舞踊『靱猿』は狂言の『靱猿』に拠っているが、大名は女に、また大名に付き従う太郎冠者は派手な奴となり、舞台の背景も松羽目ではなく八幡社の社頭にするなど、内容をそのまま写すのではなく、ひとひねりもふたひねりも加えて脚色している。これは当時の能が徳川家をはじめとする武家の式楽とされ、江戸の一般庶民の目に触れることがほとんどなく、またごくたまに目にすることがあっても、唄三味線を用いて演じる歌舞伎の踊りに比べれば、能狂言の内容は堅苦しいものと受け取られていた。むしろそういった堅苦しさを和らげ、いかに換骨奪胎して洒落た趣向に持っていくかを眼目にしていたのである。『勧進帳』のように、内容を原作の能（『安宅』）に近づけて演じることのほうが江戸時代では珍しいことであった。現に『勧進帳』初演の時は、観客のほうがこの舞台に戸惑いほとんど評判にはならなかったという。ただし三番叟物を上演する場合には、つとめて能の形式に倣おうとしていたようである。
しかし明治以降、徳川幕府の滅亡により能楽が武家の式楽であるという縛りは無くなり、演劇改良運動の流れも手伝って、歌舞伎の興行で能狂言の曲目を長唄の所作事にし、能装束に松羽目で演じるものが多く上演されるようになる。江戸時代には原作である能から離れようとしたのを、明治になってからは近づけようとしたのだった。これらが現在いわれるところの松羽目物であり、現行の歌舞伎のレパートリーとして重要な位置を占めている。もっとも明治以後の松羽目物の中には必ずしも原作の能狂言の通りというわけでもなく、たとえば『素襖落』（すおうおとし）では太郎冠者が主人の叔父の所に行かされるが、叔父ではなくその娘の姫御寮とするなどの変更がある。また『茨木』は大道具も演者の衣装も松羽目物と見なすべき演目であるが、能にはこの『茨木』に基づく曲目は無く、歌舞伎独自のものである。

## 主な松羽目物の演目
- 『勧進帳』 - 天保11年（1840年）江戸河原崎座初演、義経流転譚を題材とした能の『安宅』より
- 『土蜘蛛』 - 明治14年（1881年）東京新富座初演、妖怪の土蜘蛛退治を題材とした能の『土蜘蛛』より
- 『茨木』 - 明治16年（1883年）東京新富座初演、茨木童子退治を題材としたもの
- 『船弁慶』 - 明治18年（1885年）東京新富座初演、義経流転譚を題材とした能の『船弁慶』より
- 『素襖落』 - 明治25年（1892年）東京歌舞伎座初演、本外題『襖落那須語』、能の『那須之語』と狂言の『素袍落』より
- 『釣女』 - 明治34年（1901年）東京東京座初演、本外題『戎詣恋釣針』、狂言の『釣針』より
- 『身替座禅』 - 明治43年（1910年）東京市村座初演、狂言の『花子』より
- 『棒しばり』 - 大正5年（1916年）東京市村座初演、狂言の『棒しばり』より
- 『太刀盗人』 - 大正6年（1916年）東京市村座初演、狂言の『長光』より
- 『茶壷』 - 大正10年（1921年）東京帝国劇場初演、狂言の『茶壷』より